# Valhala

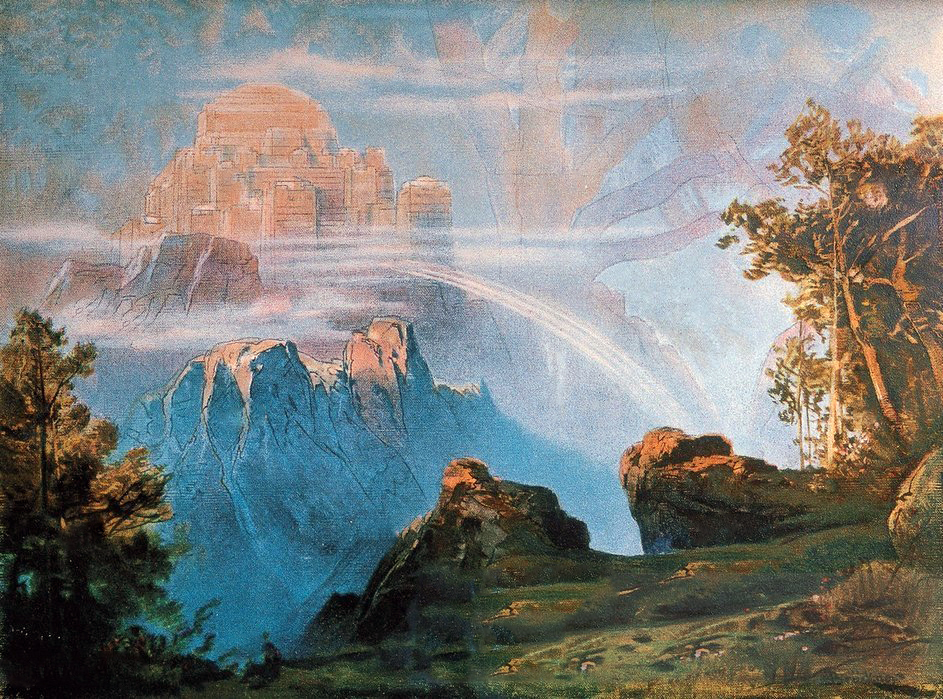
Valhala
Por Max Brückner, 1896

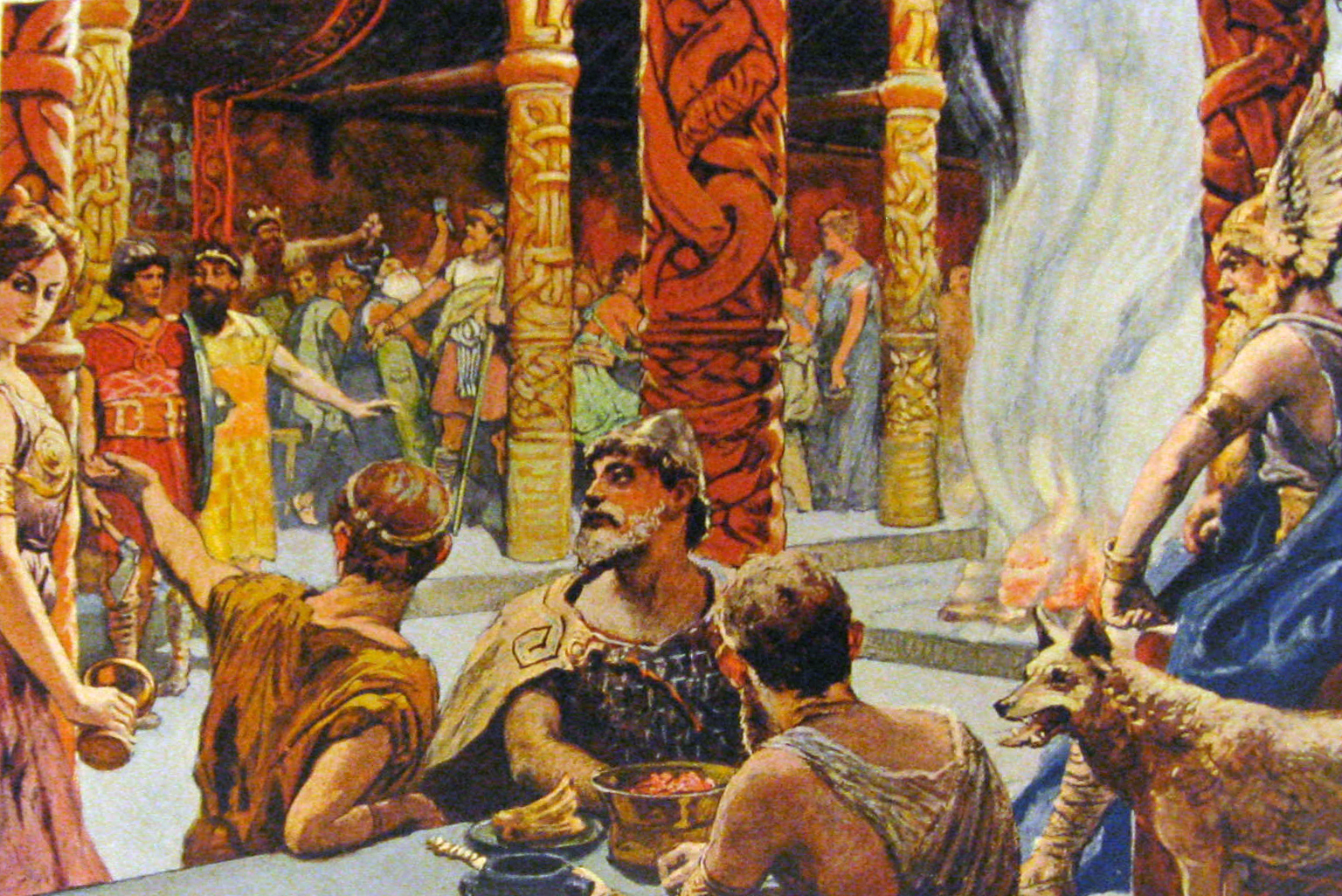
Valhala
Por Emil Doepler, 1905

Valhala, Valíala, Valhalla (/vælˈhælə/, do nórdico antigo Valhöll: "Salão dos Mortos", em alemão: Walhala) ou Palácio dos Einherjar (em português "Palácio dos mortos heroicos"), na mitologia nórdica e nas religiões pagãs nórdicas, como a popular Ásatrú, é um palácio com enorme salão com 540 quartos — situado em Asgard e dominado pelo deus Odin — no qual metade dos guerreiros mais nobres e destemidos mortos em batalha são levados pelas valquírias após a morte para viverem com Odin (enquanto a outra metade vai para os campos Folkvang da deusa Freia), onde participam de combates diários, para manter o exercício da luta e preparar-se para o dia de Ragnarök (em português "o dia do fim do mundo).
Antes do salão ergue-se a árvore dourada Glasir, e o teto da sala está coberta de escudos de ouro. Várias criaturas vivem em torno do salão, como o veado Eikþyrnir e o bode Heidrun, ambos descritos como estando no topo de Valhala e consumindo a folhagem da árvore Læraðr.
Valhala é atestada no Edda em verso, compilado no século XIII a partir de fontes tradicionais anteriores, e na Edda em prosa, escrita no século XIII por Snorri Sturluson, Heimskringla. Nas estrofes de um poema anônimo do século X que comemora a morte de Érico Machado Sangrento conhecido como Eiríksmál, assim como compilado em Fagrskinna.

## História

### Edda em verso
Valhala é referenciada em sua totalidade no poema da Edda em verso Grímnismál, e em Helgakviða Hundingsbana II, além de receber algumas referências diretas na estrofe 33 do Völuspá, onde a morte do deus Balder é referida como o "ai de Valhala" (em inglês, "woe of Valhalla"), e nas estrofes de 1 a 3 de Hyndluljóð, onde a deusa Freia afirma sua intenção de montar até Valhala com a Hyndla, em um esforço para ajudar a Otaro, bem como nas estrofes de 6 a 7, onde Valhala é mencionada novamente durante uma disputa entre os dois.

#### Grímnismál
Nas estrofes de 8 a 10 de Grímnismál, o deus Odin (sob a forma de Grímnir) afirma que Valhala está localizada no reino de Glaðsheimr. Odin descreve como Valhala aparece brilhante e dourada, e que "se eleva de forma pacífica", quando vista de longe. De Valhala, Odin cada dia escolhe entre aqueles que morreram em combate. Valhala tem uma lança-eixos de vigas, um telhado de palha com escudos; malhas de armaduras estão espalhadas ao longo dos seus bancos; um lobo pendurado na frente de suas portas a oeste, e uma águia paira acima dele.
Das  estrofes 22 a 24 mais detalhes são dados por Odin sobre Valhala: as portas sagradas do antigo portão Valgrind diante de Valhala; Valhala tem 540 portas onde 800 homens podem sair de uma vez (a partir do qual o einherjar irá fluir para envolver o lobo Fenrir no Ragnarök). Dentro Valhala existe o salão de Thor, Bilskirnir, e dentro dela existem quinhentos e quarenta quartos, e de todas as salas dentro de Valhala, Odin afirma que ele acredita que a de seu filho possa ser a maior. Nas estrofes de 25 a 26 de Odin afirma que a cabra Heidrun e o cervo Eikþyrnir ficam em cima de Valhala e pastam os ramos da árvore Læraðr.

#### Helgakviða Hundingsbana II
Na estrofe 38 do poema Helgakviða Hundingsbana II, o herói Helgi Hundingsbane morre e vai para Valhala. Na estrofe 38, a glória de Helgi é descrita (tradução literal):
| “ | Então, foi ao lado de Helgi os chefes Como o cinza brilhante de crescimento junto ao espinheiro E o veado jovem, encharcado de orvalho, Que supera todos os outros animais ..E cujos chifres brilham contra o próprio céu | ” |

A prosa segue após esta estrofe, afirmando que uma Mamoa foi feita para Helgi, e que, quando Helgi chegou a Valhala, ele foi convidado por Odin para gerir as coisas com ele. Na estrofe 39, Helgi, agora em Valhala, tem seu antigo inimigo Hundingo, também em Valhala, a fazer tarefas domésticas; como banhos de pés para todos os homens de lá, fazer o fogo, amarrando os cães de guarda de cavalos, e a alimentação dos porcos antes que ele possa dormir.
Nas estrofes de 40 a 42, Helgi voltou a Midgard da Valhala com um exército de homens. Uma empregada sem nome de Sigrún, a esposa valquíria de Helgi, vê Helgi e sua grande hoste de homens andando no monte. A empregada pergunta se ela está experimentando uma alucinação, se o Ragnarök começou, ou se Helgi e seus homens foram autorizados a regressar.
Nas estrofes seguintes, Helgi responde que nenhuma dessas coisas ocorreu, e assim a empregada volta para casa de Sigrún. A empregada diz a esta que o túmulo se abriu, e que Sigrún deve ir para encontrar Helgi lá, pois Helgi pediu a ela que viesse para cuidar de suas feridas que abriram e estão sangrando. Sigrún vai para o monte, e descobre que Helgi está encharcado de sangue, e que seu cabelo está grosso por causa da geada.
Cheia de alegria com o reencontro, Sigrun o beija antes que ele possa remover a sua cota de malha, e pergunta como ela pode curá-lo. Sigrún faz uma cama, e os dois dormem dentro de um túmulo. Helgi desperta, dizendo que ele deve "andar ao longo das estradas vermelho-sangue, para encontrar o cavalo amarelo para trilhar o caminho do céu", e voltar antes que os corvos de Salgófnir. Helgi e o exército de homens vão embora, e Sigrún e sua empregada voltam para casa. Sigrún faz sua empregada esperar pelo marido no monte na noite seguinte, mas quando ela chega de madrugada ela descobre que ele não voltou. A narrativa em prosa no final do poema relata que Sigrún morre de tristeza, mas que se acredita que os dois renasceram como Helgi Haddingjaskati e a valquíria Kara .

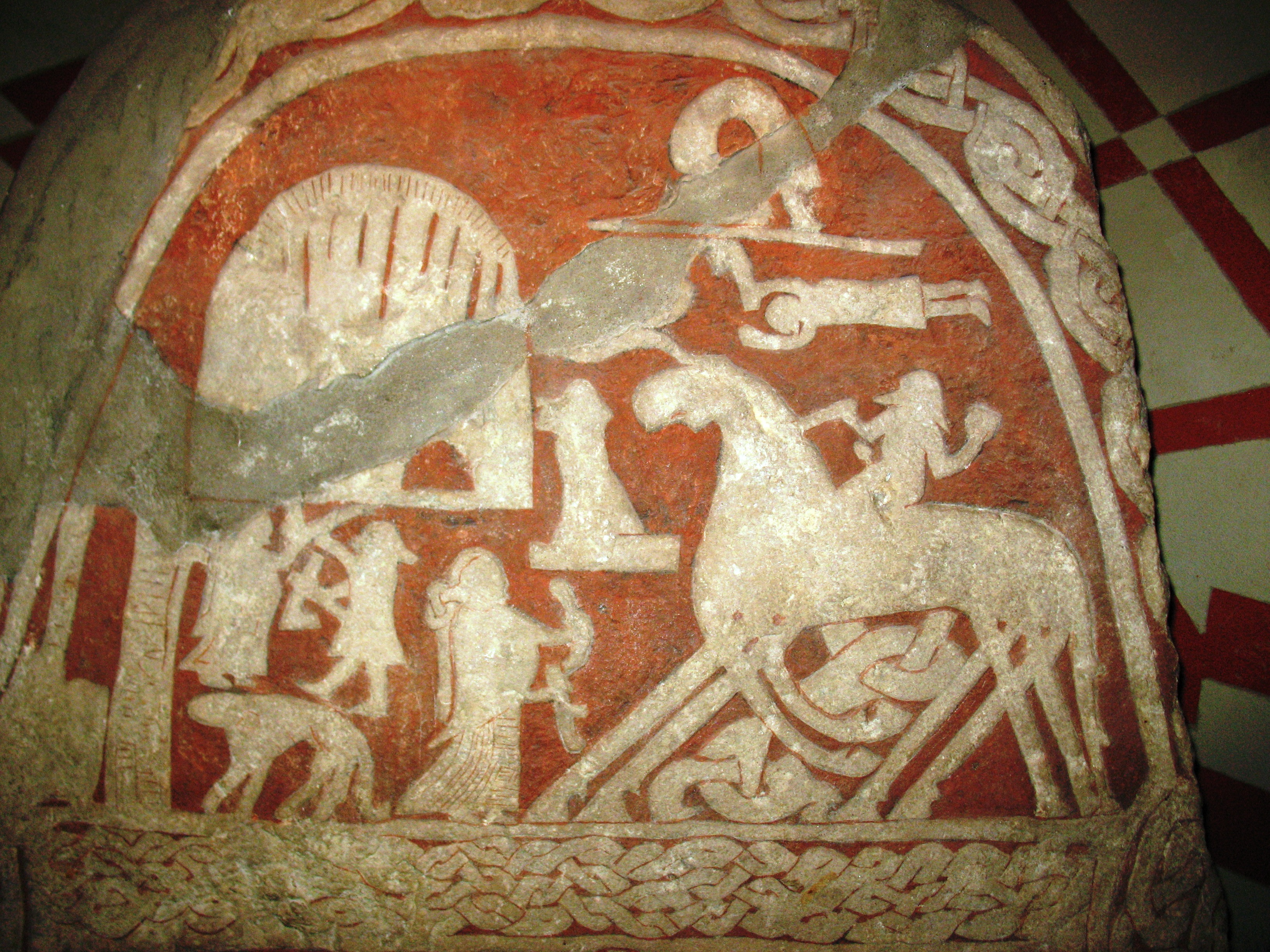
Uma valquíria, com um chifre nas mãos, aguarda no portões de Valhala Pintura sobre a Pedra de Tjängvide de Gotlândia, Museu Nacional de Antiguidades da Suécia.
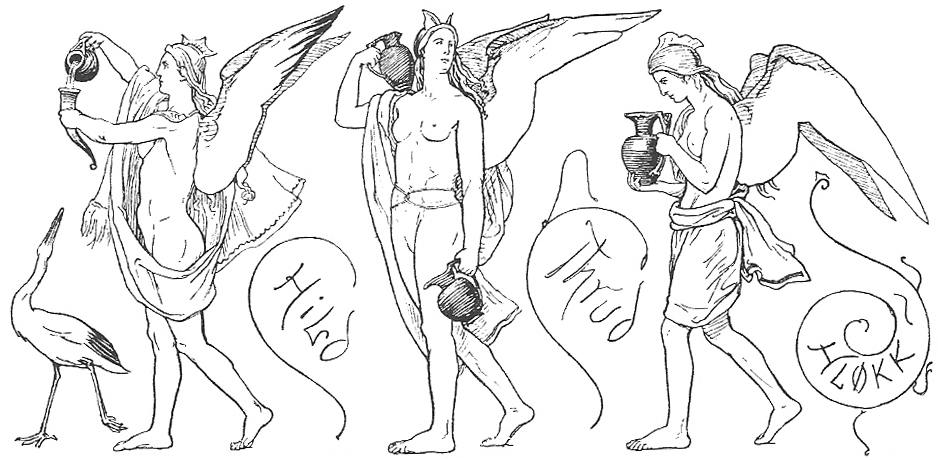
Três Valquírias de Valhala Lorenz Frølich, 1895
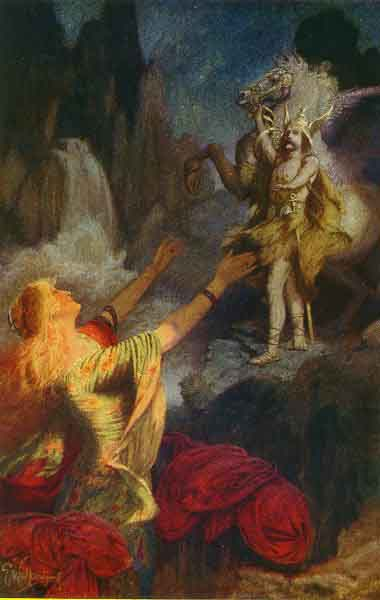
O retorno de Hundingbane para o Valhal Ernest Wallcousins, 1912

### Edda em prosa
Valhala é referenciada na “Edda em prosa” nos livros Gylfaginning e Skáldskaparmál.

#### Gylfaginning

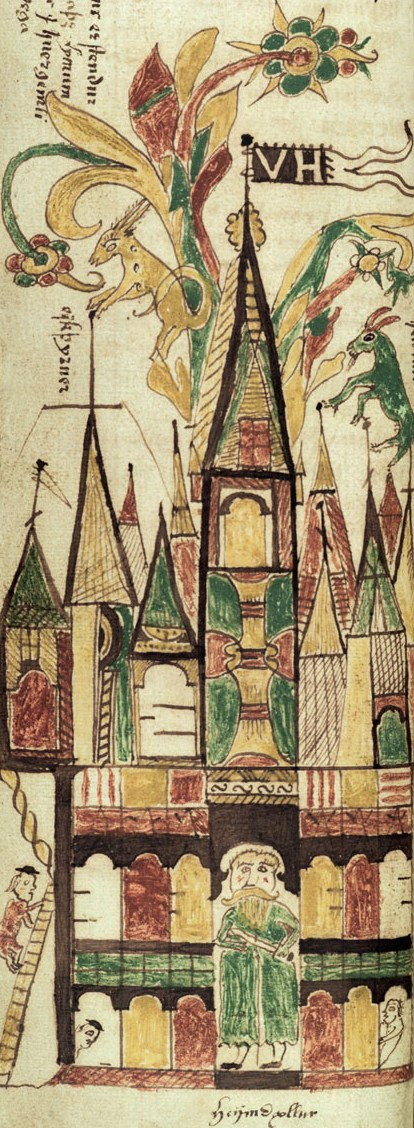
Heimdall guardando os portões de Valhala
Manuscrito do século XVII na Islândia

Valhala é mencionada pela primeira vez no capítulo 2 da Edda em prosa no livro Gylfaginning, onde é descrita parcialmente de forma evemerizada. No capítulo, o rei Gilfi vai para Asgard sob o disfarce de um velho chamado Gangleri para encontrar a fonte do poder dos deuses. A narrativa afirma que o Æsir previa sua chegada e tinha preparado grandes ilusões para ele, de modo que quando Gangerli entra na fortaleza, ele vê um salão de uma altura tão grande que ele têm dificuldade de ver o seu teto, e percebe que este é feito de escudos de ouro, como se fossem telhas. Snorri, em seguida, cita uma estrofe pelo escaldo Tiodolfo de Hvinir (c. 900).
Continuando, Gangleri vê um homem na porta do salão de malabarismo de espadas curtas,  mantendo sete dessas espadas no ar ao mesmo tempo. Entre outras coisas, o homem diz que a sala pertence a seu rei, e acrescenta que ele pode levar Gangleri até o rei.
Gangleri o segue, e a porta se fecha atrás dele. Ao observar as coisas ao seu redor, ele vê muitas áreas e multidões de pessoas, algumas das quais estão jogando jogos, alguns estão bebendo, e outros estão lutando com as armas. Gangleri vê três tronos  e três figuras sentadas sobre elas: Hár, Jafnhár, and Þriðji(traduzindo segundo a versão inglesa como O Alto, O Segundo Mais Alto, e O Terceiro"); O Segundo Mais Alto sentado no trono menor, O Terceiro sentado no trono mais elevado, e O Alto sentado no mais elevado. O homem guiando Gangleri lhe diz que o que está no mais alto é o rei do salão.
No capítulo 20, O Terceiro afirma que Odin reina sobre os homens de Valhala com o Einherjar: Os mortos que caem no campo de batalha e tornar-se-ão filhos adotivos de Odin  No capítulo 36, O Alto afirma que as valquírias servem bebidas e nas mesas em Valhala, e nas estrofes de 40 a 41 de Grímnismál são, então, citadas em referência a isso. O Alto continua dizendo que as valquírias são enviadas por Odin para cada batalha, onde elas escolhem quem deve morrer  e determinar a vitória.
No capítulo 38, Gangleri diz: Você diz que todos os homens que caíram em batalha desde o início do mundo estão agora com Odin em Valhala. Com o que ele os alimenta? Eu diria que a multidão aqui é dentro deve ser inúmera. O Alto responde que ele está correto, que existe uma grande quantidade de pessoas no Valhala, mas que este montante parece ser muito pouco, quando o lobo vem.
Alto descreve que nunca são demais para se alimentar no Valhala, mas que Sæhrímnir (aqui descrito como um javali) é morto e cozido todos os dias para alimentar as pessoas. A estrofe 18 de Grímnismál é então recontada. Gangleri pergunta se Odin come a mesma comida que o Einherjar, e o Alto responde que Odin não precisa de nada para comer -Odin só consome vinho e que ele dá a sua comida para seus lobos Geri e Freki.  Na estrofe 19 de Grímnismál é recontada novamente.  O Alto adiciona que ao nascer do sol, Odin envia seus corvos Huginn e Muninn de Valhala para voar por todo o mundo, e eles voltam no tempo para a primeira refeição que é feita lá.

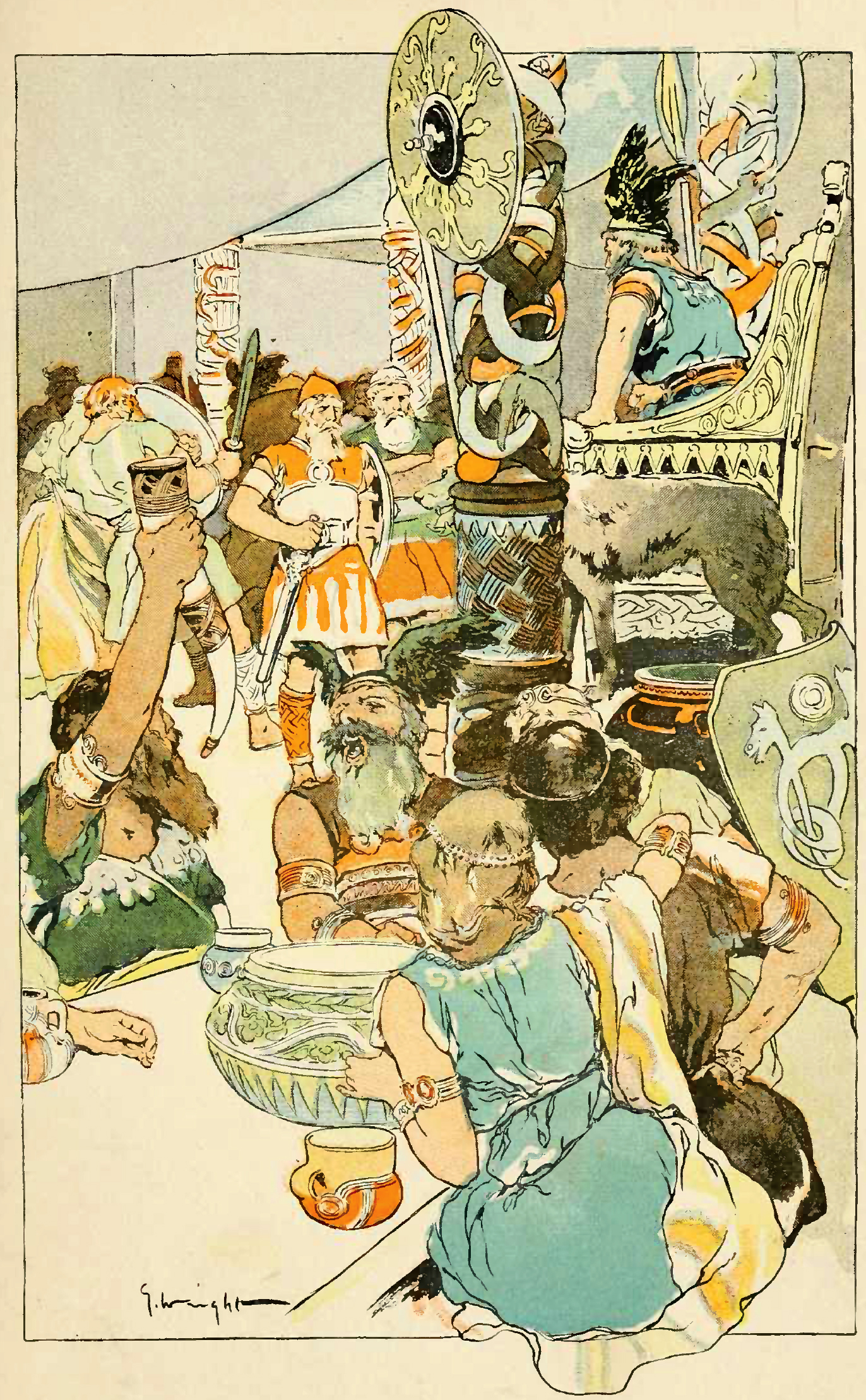
Gylfe stood boldly before Odin
Hamilton Wright Mabie, 1908

No capítulo 39, Gangleri pergunta sobre os alimentos e bebidas que o Einherjar consume, e pergunta se apenas a água está disponível lá. O Alto responde que naturalmente Valhala tem alimentos e bebidas próprias para reis e condes, e que o hidromel consumido no Valhala é produzido a partir das tetas da cabra Heidrun, que por sua vez se alimenta das folhas da famosa árvore Læraðr. A cabra produz tanto hidromel em um dia que enche um enorme tanque na qual todos os Einherjar no Valhala podem satisfazer a sua sede a partir dele. O Alto afirma ainda que, mais notadamente, o veado Eikþyrnir fica no topo de Valhala e também mastiga nos ramos de Læraðr. Tanta umidade cai de seus chifres que acaba por encher o Hvelgelmir e outros numerosos rios.
No capítulo 40, Gangleri reflete que Valhala deve estar completamente lotada, e o Alto responde afirmando que Valhala é enorme e continua a ser espaçosa apesar da grande quantidade de habitantes, e em seguida cita a estrofe 23 do Grímnismál. No capítulo 41, Gangleri diz que Odin parece ser um senhor bastante poderoso, pois ele controla um exército muito grande, mas ele ainda se pergunta como o Einherjar mantém-se ocupados quando não estão bebendo. Alto responde que diariamente, depois de terem vestido e colocado seu equipamento de guerra, eles saem para o pátio e lutam entre si como esporte. Então, quando vem hora das refeições, eles voltam para Valhala para comer e beber. Alto, em seguida, cita a estrofe 41 de Vafþrúðnismál. No capítulo 42, Alto descreve que, logo no início, quando os deuses estavam se estabelecendo, eles haviam estabelecido Asgard e criado o Valhala. A morte do deus Baldr é contada no capítulo 49, onde o visco que é usado para matar Baldr é descrito como crescente a oeste de Valhala.

#### Skáldskaparmál
No início de "Skáldskaparmál", uma passagem parcialmente evemerizada é dada com Aegir visitando os deuses em Asgard e espadas reluzentes são trazidas e utilizadas como a única fonte de luz quando eles bebem. Lá, muitos deuses festejam, eles têm um hidromel de gosto forte, e a sala tem paredes cobertas com painéis de escudos atraentes. Esta descrição é confirmada no capítulo 33.
No capítulo 2, uma citação do poema anônimo do século X Eiríksmál é fornecido (veja a seção Fagrskinna abaixo para mais detalhes e uma outra tradução de outra fonte, em inglês):
| “ | What sort of dream is that, Odin? I dreamed I rose up before dawn to clear up Val-hall for slain people. I aroused the Einheriar, bade them get up to strew the benches, clean the beer-cups, the valkyries to serve wine for the arrival of a prince. | ” |

No capítulo 17 do "Skáldskaparmál", o jötunn Hrungnir está com raiva e, ao tentar atacar Odin em seu cavalo Sleipnir, termina às portas Valhala. Lá, o Æsir o convida para beber. Hrungnir entra, pede uma bebida, e fica bêbado e agressivo, afirmando que ele irá remover Valhala e levá-la para a terra do jötunn, Jötunheimr, entre várias outras coisas. Eventualmente, os deuses se cansam de sua vanglória e chamam Thor, que chega. Hrungnir afirma que Thor está sob sua proteção, e, posteriormente, que ele não pode ser ferido enquanto ficar em Valhala. Após uma troca de palavras, Hrungnir desafia Thor para um duelo no  "Griotunagardar", resultando na morte de Hrungnir.
No capítulo 34, a árvore Glasir é dita estar localizada em frente das portas do Valhala. A árvore é descrita como tendo folhas de ouro vermelho, além der ser a árvore mais bela entre deuses e homens.

### Heimskringla
Valhala é mencionada de forma evemerizada e como um elemento restante do paganismo nórdico em Heimskringla. No capítulo 8 da Saga dos Inglingos, o histórico  Odin é descrito como a ordenação de leis de sepultamento em seu país. Essas leis incluem que todos os mortos devem ser queimados em uma pira em um túmulo com suas posses, e suas cinzas devem ser levadas para o mar ou enterrados na terra. Os mortos, então, chegam em Valhala com tudo o que se tinha em sua pira, e qualquer coisa que se tinha escondido no chão.
No capítulo 32 da saga Hákonar Goda, Haakon I da Noruega recebe um enterro pagão nórdico,  que descrito como o seu enviar para o Valhala. Versos de Hákonarmál são, então, citados em apoio, contendo referências sobre o Valhala.

### Fagrskinna
No capítulo 8 da  Fagrskinna, uma narrativa em prosa  afirma a narrativa que após a morte de seu marido Érico Machado Sangrento, Gunilda, Mãe dos Reis escreveu um poema sobre ele. A composição é de um autor anônimo do século X e é conhecido como Eiríksmál, e descreve Érico Machado Sangrento e cinco outros reis que chegam no Valhala após a sua morte. O poema começa com comentários de Odin (como no velho nórdico ”Óðinn”):
| “ | What kind of a dream is it, said Óðinn, in which just before daybreak, I thought I cleared Valhǫll, for coming of slain men? I waked the Einherjar, bade valkyries rise up, to strew the bench, and scour the beakers, wine to carry, as for a king's coming, here to me I expect heroes' coming from the world, certain great ones, so glad is my heart. | ” |

O deus Bragi pergunta de onde um som de trovão está vindo, e diz que os bancos de Valhala estão a ranger, -como se o deus Baldr tivesse voltado para Valhala- soando como milhares. Odin responde que Bragi sabe muito bem que os sons são de Érico Machado Sangrento, que em breve chegará em Valhala. Odin diz que os heróis Sigmund e Sinfjötli a subirão para cumprimentar Érico e convidá-lo para o salão, se for realmente ele.
Sigmund pergunta a Odin por que ele deveria esperar Érico mais do que qualquer outro rei, e Odin responde que Érico avermelhou sua espada em muitas outras terras. Érico chega e Sigmundo o cumprimenta, dizendo que ele é bem-vindo para entrar no salão, e pergunta quais outros senhores ele trouxe com ele para o Valhala. Érico diz que com ele estão cinco reis, e que ele vai dizer-lhes o nome de todos eles, sendo ele próprio o sexto.

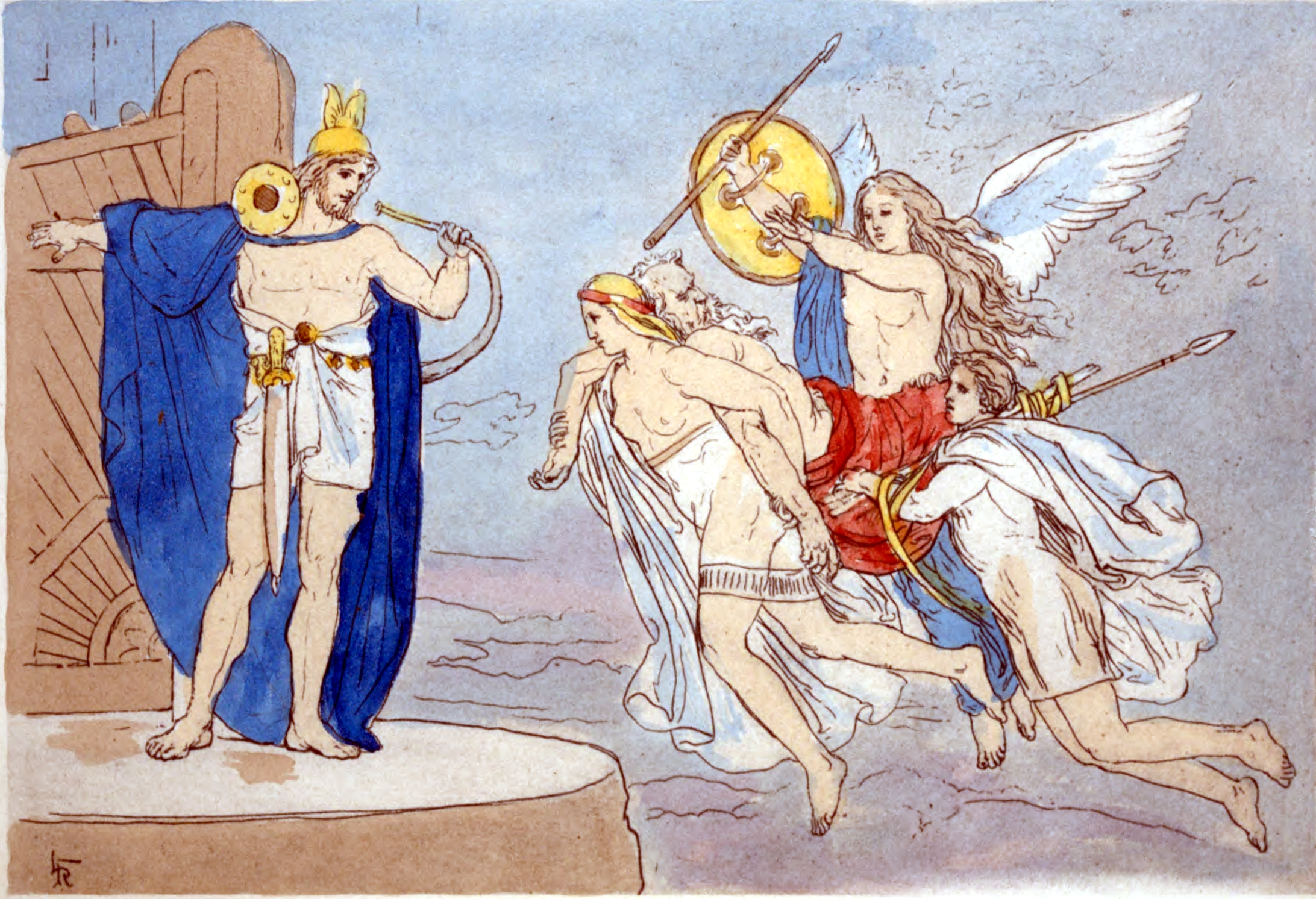
Valquírias encontrando o deus Heimdallr ao carregarem um homem morto para o Valhala Lorenz Frølich, 1906
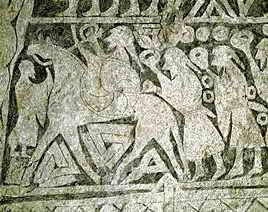
A Pedra Tängelgårda mostra um figura liderando uma tropa de guerreiros. Símbolos Valknut são desenhados embaixo de seu cavalo.
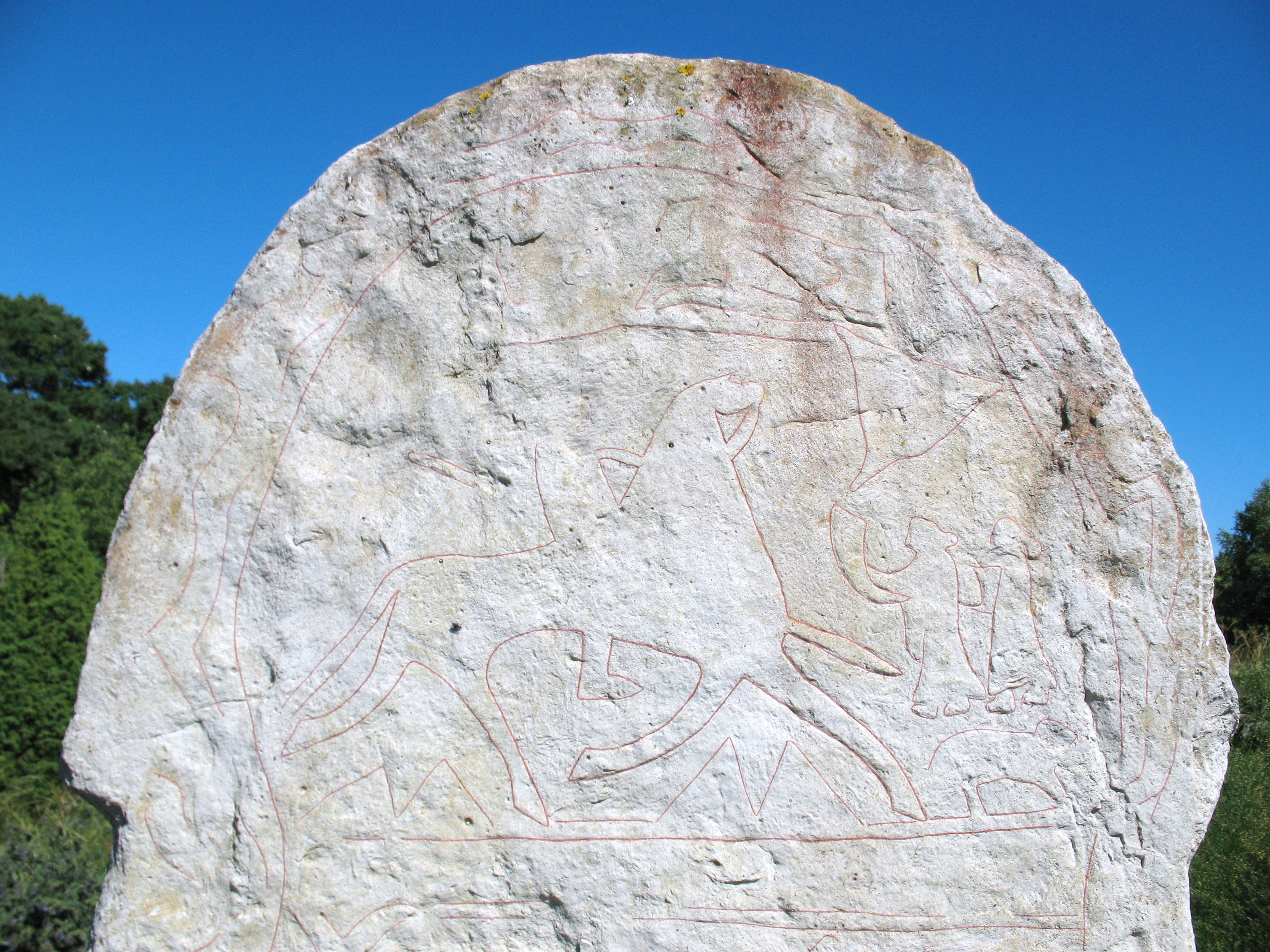
Homem morto sendo recebido por uma valquíria no além Desenho feito na pedra

## Influência moderna
O salão teve influência na cultura popular moderna, diretamente influenciado pelo conceito da mitologia nórdica ou simplesmente se referindo a um encontro dos mortos escolhidos, ou uma sala em homenagem a eles. Exemplos destes últimos incluem o  Templo de Walhalla  construído por Leo von Klenze para Ludwig I da Baviera entre 1830-1847 perto de Ratisbona, Alemanha, e o museu Tresco Abbey Gardens Valhalla  construído por August Smith por volta de 1830 para abrigar estatuas nas ilhas Scilly, Inglaterra, onde o museu está localizado  Uma cratera, localizada na lua do planeta Júpiter, Calisto, foi batizada com o nome do salão.
As referências ao Valhala aparecem na literatura, arte e outras formas de mídia. Exemplos incluem os trabalhos de ilustração de K. Ehrenberg, Gastmahl in Walhalla (mit einziehenden Einheriern) (1880); as representações de Richard Wagner em seu ciclo de ópera Der Ring des Nibelungen (1848-1874); a revista neopagã Walhalla (1905-1913), e a série cômica em quadrinhos Valhalla (1978, em curso) por Peter Madsen, e o filme baseado nas publicações de 1986. Valhala é destaque referenciada com a linha Valhalla, I am coming' — na canção Immigrant Song (1970), do  Led Zeppelin. A banda alemã Blind Guardian tem uma música com o nome Valhalla, apresentada no disco Follow The Blind, de 1989. O grupo Black Sabbath tem uma canção com o nome "Valhalla", que está no disco Tyr, de 1990.

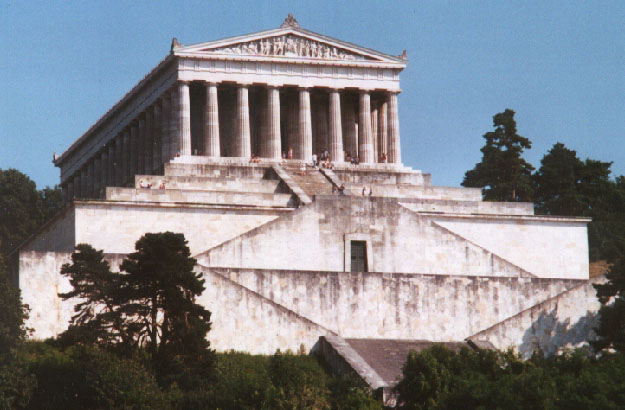
O Templo de Walhalla Rio Danúbio, perto de Ratisbona, Alemanha
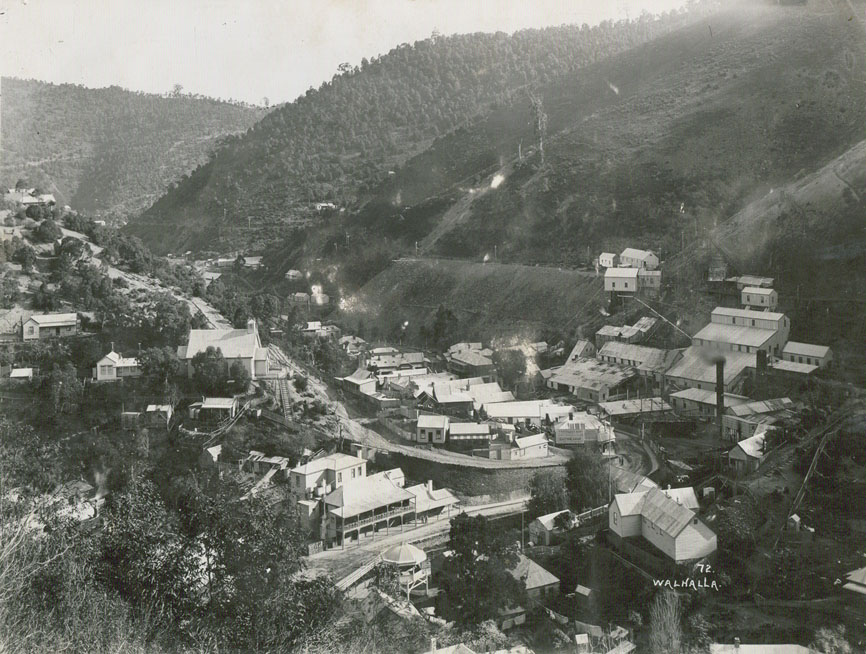
Walhalla Vitória, Austrália, 1910